# Firom
FIROM är Handelshögskolans i Göteborg Studentkårs visbok. Den första Firomboken började som en sångskrivartävling på skolan, rörande den bästa snapsvisan. Denna tävling resulterade dock inte i någon vinnare, men intresset för sång visade sig redan då vara stort och således tillsattes en sångbokskommitté. Detta resulterade i att den första Firomboken gavs ut 1940 i 750 exemplar. En invigningsfest hölls i december. Boken omfattar 192 sidor, i mjukband. Av sångerna att döma är det tydligt att det rådde krigstider i Europa. Sex år senare var det dags för en omarbetning, och i denna takt har det gått sedan dess. 1964 års Firom trycktes i drygt 200 sidor, hårdband och 2000 exemplar.
I början av Götekons tid tog Sexmästeriet över produktionen av Firom, som tidigare hade satts ihop av olika kommittéer i takt med att nya böcker behövdes produceras. Detta resulterade i en bok 1978, som denna gång trycktes i 2500 exemplar varav 50 numrerade. Lite lustigt kan nämnas att det finns två stycken nummer ett. Detta sexmästeri var faktiskt aktiva under tre år, 1975-1977, under namnet Göte Fylleri.
1989 togs produktionen över av Marskalkämbetet, och denna gång under Handelshögskolans namn. Det berodde på att Handelshögskolan åter nått sin självständiga status, medan HHGS var i sin linda, så därav valde man Handelshögskolan framför Götekon. Upplagan var hela 5000, varav 100 numrerade, vilka raskt gick åt, ty redan 1995 trycktes nästa omgång i hela 6000 exemplar, fast nu i HHGS namn. Den nuvarande Firomutgåvan lanserades 2005 och är tryckt i 6201 exemplar. Den är den hittills största, med en 384 sidig inlaga. Huruvida den, likt sin föregångare, också har föregåtts av en snapsvisetävling är det ingen som minns.